# Амиров, Саид Джапарович
Саи́д Джапа́рович Ами́ров (род. 5 марта 1954, Джангамахи, Левашинский район, Дагестанская АССР, СССР) — российский дагестанский политик. Глава администрации Махачкалы (1998—2013). Арестован 2 июня 2013 года по подозрению в организации заказного убийства, 27 августа 2015 года приговорён к пожизненному лишению свободы.

## Биография
Саид Амиров родился 5 марта 1954 года в селе Джангамахи Левашинского района Дагестанской АССР в многодетной семье. По национальности — даргинец.
В 1971—1991 годах работал в потребкооперации, дойдя до уровня председателя правления «Дагпотребсоюза». В 1983 году окончил Всесоюзный институт пищевой промышленности, получив квалификацию «экономист».
Кандидат экономических наук (1992, Санкт-Петербургский государственный инженерно-экономический университет). Доктор экономических наук.
С 1991 года — заместитель председателя правительства республики. Избирался депутатом Махачкалинского городского Совета, Верховного Совета Дагестанской АССР.
15 февраля 1998 года выиграл выборы главы администрации Махачкалы, с большим преимуществом опередив своего главного соперника Ширухана Гаджимурадова. В марте 1999 года был избран депутатом Народного Собрания Республики Дагестан. В июне 1999 года стал председателем Союза местных властей Дагестана. Переизбирался на должность главы администрации Махачкалы 16 февраля 2002 года, 13 марта 2006 года и 10 октября 2010 года.
Летом 1999 года Амиров собрал и возглавил крупный отряд ополчения в ответ на вторжение многочисленной группировки боевиков под предводительством террористов Шамиля Басаева и Хаттаба.
Стоял у истоков создания в 2001 году регионального и махачкалинского местного отделений партии «Единая Россия», и длительное время возглавлял Махачкалинское отделение «Единой России»
В 2006 году кандидатура Амирова выдвигалась на пост президента Дагестана наряду с Муху Алиевым и Саидгусейном Магомедовым.
По итогам VI Всероссийского конкурса муниципальных образований признан лучшим главой муниципального образования среди городских округов — административных центров субъектов Российской Федерации. Диплом за 1-е место был вручён 20 апреля 2013 года министром регионального развития Российской Федерации Игорем Слюняевым.

## Уголовное дело
1 июня 2013 года был задержан в Махачкале и перевезён в Москву, где на следующий день был арестован. Амиров подозревается в организации убийства в декабре 2011 года следователя СК РФ Арсена Гаджибекова и обвиняется по ч. 3 статьи 33 и статье 295 УК РФ (организация посягательства на жизнь лица, осуществляющего предварительное расследование).
14 июня Басманный суд Москвы временно отстранил Амирова от должности мэра Махачкалы. 27 июня также был отстранён от руководства дагестанским отделением партии «Единая Россия». Руководителем группы адвокатов, защищавших бывшего мэра Махачкалы, был московский адвокат Владимир Постанюк.
9 июля 2014 года Северо-Кавказский окружной военный суд приговорил Саида Амирова к 10 годам лишения свободы в колонии строго режима за подготовку теракта (по версии обвинения, он планировал сбить с помощью переносного зенитного комплекса «Стрела-2М» пассажирский самолёт, на котором должен был лететь депутат Народного собрания Дагестана и управляющий отделением Пенсионного фонда республики Сагид Муртазалиев, считавшийся политическим конкурентом Амирова).
В марте 2015 года Следственный комитет России завершил расследование по делу о подготовке к теракту. Амирову и его предполагаемым сообщникам (Юсуп Джапаров, трое братьев Ахмедовых, Мурад Алиев, Магомед Кадиев и Зубаир Мутаев) в зависимости от их роли предъявлены обвинения в организации убийства следователя Гаджибекова, а также по статьям «Участие в незаконном вооружённом формировании», «Бандитизм», «Террористический акт» и «Незаконный оборот оружия». В апреле основное уголовное дело поступило в Северо-Кавказский окружной военный суд.
27 августа 2015 года Северо-Кавказским окружным военным судом приговорён к пожизненному лишению свободы
Приговор был обжалован в Верховный суд Российской Федерации. 24 марта 2016 года приговор Амирову был оставлен без изменений и вступил в законную силу. После вступления приговора в законную силу был этапирован в колонию для пожизненно заключённых «Чёрный дельфин» в Соль-Илецке.
В октябре 2017 года Европейский суд по правам человека (Страсбург) признал обоснованной жалобу адвокатов Саида Амирова, заявлявших, что Амиров, как человек с серьёзными заболеваниями, не может находиться в тех условиях, в которых он находился в СИЗО, а затем в колонии.
В августе 2025 года Генпрокуратура России подала иск к Амирову на 2,1 миллиарда рублей.

## Покушения
- 3 апреля 1993 года в Махачкале совершено одно из первых покушений на вице-премьера (в то время) Дагестана Саида Амирова. Он получил несколько пулевых ранений в область позвоночника, что привело к частичному параличу. После покушения Амиров потерял возможность ходить и вынужден передвигаться на инвалидной коляске.
- 28 мая 1997 года в Махачкале было совершено третье покушение на Саида Амирова. Погибли четыре человека. Амиров не пострадал.
- 22 июля 1998 года окно кабинета градоначальника Махачкалы Саида Амирова было обстреляно из гранатомётов (7-е покушение на Амирова).
- 8 августа 1998 года в Махачкале была совершена 8-я попытка покушения на Амирова. 4 сентября 1998 года у дома Амирова был произведён взрыв, приведший к большим жертвам и разрушениям. Организаторы и исполнители теракта арестованы и осуждены.

## Награды и звания
- 1999 — Орден Дружбы[22] (лишён награды по приговору суда от 09.07.2014[23])
- 2000 — «Лучший мэр России» (конкурс газеты «Литературная Россия»),
- 2001 — Национальная премия Петра Великого,
- 2003 — лауреат конкурса «Лучший муниципальный служащий России»,
- 2003 — Орден «За заслуги перед Отечеством» IV степени[24] (лишён награды по приговору суда от 09.07.2014[23]),
- 2005 — Орден Святого благоверного князя Даниила Московского II степени,
- 2005 — Медаль Федеральной службы безопасности Российской Федерации «За взаимодействие с ФСБ России»[25],
- 2006 — Медаль «Наркомат» Госнаркоконтроля РФ[источник не указан 4449 дней],
- 2006 — Орден почёта «Аль-Фахр» 1 степени[источник не указан 2910 дней],
- 2013 — «Лучший мэр России».

Профессор Дагестанского государственного университета, действительный член Российской муниципальной академии и Академии социальных и гуманитарных наук. Автор четырёх монографий и 70 научных статей по проблемам экономики, политологии и местного самоуправления.

## Семья
- Амирова Султанум Курбановна (род. 1956) — жена.
- Амиров Магомед Саидович (род. 1977) — сын, депутат Народного собрания Республики Дагестан в 2011—2016 годах (фракция «Единая Россия»)[26], был председателем Комитета НС РД по законодательству, законности и государственному строительству[27].
- Амиров Далгат Саидович (род. 1979) — сын, руководитель Управления Федеральной службы судебных приставов по Дагестану (до 2013)[27].
- Амирова Джаврият Саидовна — дочь.
- Амирова Асият Саидовна — дочь.
- Амиров Магомедсалам Джапарович — брат, председатель Кировского районного суда г. Махачкалы[27].
- Гасанов, Магомедкади Набиевич — племянник, депутат Государственной Думы РФ (фракция «Единая Россия»).
- Гасанов, Джамаладин Набиевич — племянник, депутат Государственной Думы РФ (фракция «Справедливая Россия»).
- Джапаров Юсуп Магомедкаримович — племянник, вице-мэр г. Каспийска (до 2013)[27]. Приговорён к 17,8 года лишения свободы за организацию покушения на убийства.

## Сочинения
- «Стратегия социально-экономического развития города в период становления рыночного хозяйства» (2003, ISBN 5-282-02278-8)
- С. Д. Амиров, «События и политика», «Юпитер» (2001, ISBN 5-7895-0023-4)